# Смітфілд (Північна Кароліна)
Смітфілд (англ. Smithfield) — місто (англ. town) в США, в окрузі Джонстон штату Північна Кароліна. Населення — 11 292 особи (2020).

## Географія
Смітфілд розташований за координатами 35°31′21″ пн. ш. 78°21′9″ зх. д. / 35.52250° пн. ш. 78.35250° зх. д. (35.522401, -78.352531).  За даними Бюро перепису населення США в 2010 році місто мало площу 31,43 км², з яких 31,39 км² — суходіл та 0,04 км² — водойми.

## Демографія
Згідно з переписом 2010 року, у місті мешкало 10 966 осіб у 4363 домогосподарствах у складі 2632 родин. Густота населення становила 349 осіб/км².  Було 4834 помешкання (154/км²).
Расовий склад населення:
| - 56,9 % — білих - 27,2 % — чорних або афроамериканців - 0,8 % — азіатів - 0,5 % — корінних американців - 0,1 % — вихідців з тихоокеанських островів - 12,5 % — осіб інших рас |

До двох чи більше рас належало 1,9 %. Частка іспаномовних становила 19,3 % від усіх жителів.
За віковим діапазоном населення розподілялося таким чином: 22,5 % — особи молодші 18 років, 56,7 % — особи у віці 18—64 років, 20,8 % — особи у віці 65 років та старші. Медіана віку мешканця становила 41,6 року. На 100 осіб жіночої статі у місті припадало 86,3 чоловіків;  на 100 жінок у віці від 18 років та старших — 83,7 чоловіків також старших 18 років.
Середній дохід на одне домашнє господарство  становив 46 251 долар США (медіана — 30 995), а середній дохід на одну сім'ю — 57 784 долари (медіана — 38 315). Медіана доходів становила 30 682 долари для чоловіків та 32 517 доларів для жінок. За межею бідності перебувало 28,9 % осіб, у тому числі 55,7 % дітей у віці до 18 років та 12,8 % осіб у віці 65 років та старших.
Цивільне працевлаштоване населення становило 4066 осіб. Основні галузі зайнятості: освіта, охорона здоров'я та соціальна допомога — 21,7 %, виробництво — 16,0 %, роздрібна торгівля — 12,1 %, мистецтво, розваги та відпочинок — 10,9 %.